# 생도대대
생도대대(生徒大隊)는 한국전쟁 당시 참전한 생도 1기와 생도 2기를 포함한 지휘부를 의미한다.

## 배경
북한의 기습 공격으로 인해 방어선을 형성하기 위해 의정부 전면에 국군 제7사단과 문산 전방에 제1사단을 배치하였으나 미비한 준비로 인해 전황은 악화되었다. 이 상황에서 증원부대의 도착도 지연되자 육군본부는 육사 교장에게 생도대대를 이끌고 포천 후방의 경계선을 방어하라는 명령을 하달한다. 이에 의해 생도대대는 육군본부의 작전명령 제90호에 의해 전투편성을 마치고 한국전쟁에 참전한다.

## 구성
4개 중대의 생도대대로 전투편성되었으며 대대장으로 중령 조암, 부대대장으로 소령 손관도가 임명되었다.

### 이준식 육군사관학교장(준장)
이준식 준장은 상하이 임시정부 소속으로 중국 군사학교를 졸업하여 대한 통의부에 가입하였다. 임시정부가 3부로 개편되던 당시 정의부 소속으로 군사위원장에 임명되었으며 이후 조선혁명군 참모장을 역임하고 한국군인회를 조직해 독립운동에 앞장섰다. 일본 경찰을 피해 중국군 장교로 복무를 하다가 1940년 광복군 총사령부 참모 및 제1지대장으로 임명되어 지휘자로 임무를 수행했다. 해방 이후 육군사관학교 교장으로서 6.25전쟁 당시 생도대대를 지휘하였으며, 사단장, 군단장을 거쳐 육군 중장이 되었다.

### 생도 1기
입교생 338명 중 262명이 6.25전쟁에 참전하였다. 이들은 2년제 생도 1기로 입교하였으며(1949.7.5) 졸업행군을 앞두고 6월 24일 전원 외박을 실시하였을 당시 6.25전쟁 발발로 외박에서 복귀 후 생도대대에 배치되었다. 

### 생도 2기
입교생 333명은 4년제 생도 2기로 입교(1950.6.1) 후 기초군사훈련에 참가하였다. 제식훈련과 총검술, 영점사격을 마치고 소총사격훈련을 앞두고 6.25 전쟁이 발발하여 참전하였다.

## 주요 전투
- 6.25 : 출동/전투 준비
- 6.26~27 : 내촌리/태릉 전투
- 6.28~29 : 육사에서 철수/불암산 호랑이 유격대
- 6.30 : 판교 남쪽 일대 방어
- 7.1 : 금곡리 전투
- 7.4 : 평택으로 철수[2]